# Sam Jones
Samuel Jones (Wilmington, Carolina del Norte, 24 de junio de 1933-Boca Ratón, Florida, 30 de diciembre de 2021) fue un jugador y entrenador de baloncesto estadounidense que formó parte del legendario equipo de los Boston Celtics que consiguieron 8 títulos seguidos en la década de los 60. Con 1,92 metros de altura, jugaba en la posición de base y está considerado uno de los bases más rápidos, con mejor visión de juego y tiro de todos los tiempos.

## Trayectoria deportiva

### Universidad
Realizó su carrera universitaria en el North Carolina Central College, formando un equipo solo de jugadores negros. En sus cuatro años promedió 17,7 puntos y 9,1 rebotes por partido.

### NBA
Fue elegido por los Boston Celtics en la primera ronda del draft, en la sexta posición, un año después de que los Minneapolis Lakers lo eligieran también, pero renunciando a causa del servicio militar. Toda su carrera transcurrió en la ciudad de Massachusetts, donde, en 12 temporadas consiguió 10 títulos de la NBA. En la Historia de la NBA, solo su compañero Bill Russell ha ganado más anillos que él en una carrera profesional.
Habitualmente es mencionado como el cuarto mejor base de la década de los 60, detrás de Oscar Robertson, Jerry West y Hal Greer. Era un base rápido y con gran visión de juego, pero que destacaba sobre todo en el tiro en suspensión, faceta que le hizo ganarse el apodo de "The Shooter" (el tirador). Junto a K. C. Jones formó una pareja de base-escolta a la altura de la que la precedió en el equipo, la formada por Bob Cousy y Bill Sharman. Además, los dos Jones ganaron más anillos de campeón que aquellos.
El 28 de marzo de 1967, durante los playoffs de 1967, anotó 51 puntos, siendo su mejor marca en playoffs.
Participó en 5 All-Star Games.

## Estadísticas de su carrera en la NBA
|  | Denota temporadas en las que ganó un campeonato de la NBA |

### Temporada regular
| Año     | Equipo | PJ  | MPP  | TC%  | TL%  | RPP | APP | PPP  |
| ------- | ------ | --- | ---- | ---- | ---- | --- | --- | ---- |
| 1957–58 | Boston | 56  | 10.6 | .429 | .714 | 2.9 | 0.7 | 4.6  |
| 1958–59 | Boston | 71  | 20.6 | .434 | .770 | 6.0 | 1.4 | 10.7 |
| 1959–60 | Boston | 74  | 20.4 | .454 | .764 | 5.1 | 1.7 | 11.9 |
| 1960–61 | Boston | 78  | 26.0 | .449 | .787 | 5.4 | 2.8 | 15.0 |
| 1961–62 | Boston | 78  | 30.6 | .464 | .818 | 5.9 | 3.0 | 18.4 |
| 1962–63 | Boston | 76  | 30.6 | .476 | .793 | 5.2 | 3.2 | 19.7 |
| 1963–64 | Boston | 76  | 31.3 | .450 | .783 | 4.6 | 2.7 | 19.4 |
| 1964–65 | Boston | 80  | 36.1 | .452 | .820 | 5.1 | 2.8 | 25.9 |
| 1965–66 | Boston | 67  | 32.2 | .469 | .799 | 5.2 | 3.2 | 23.5 |
| 1966–67 | Boston | 72  | 32.3 | .454 | .857 | 4.7 | 3.0 | 22.1 |
| 1967–68 | Boston | 73  | 33.0 | .461 | .827 | 4.9 | 3.0 | 21.3 |
| 1968–69 | Boston | 70  | 26.0 | .450 | .783 | 3.8 | 2.6 | 16.3 |
| Total   | Total  | 871 | 27.9 | .456 | .803 | 4.9 | 2.5 | 17.7 |

### Playoffs
| Año   | Equipo | PJ  | MPP  | TC%  | TL%  | RPP | APP | PPP  |
| ----- | ------ | --- | ---- | ---- | ---- | --- | --- | ---- |
| 1958  | Boston | 8   | 9.4  | .455 | .688 | 3.0 | 0.5 | 3.9  |
| 1959  | Boston | 11  | 17.5 | .370 | .846 | 5.7 | 1.5 | 10.3 |
| 1960  | Boston | 13  | 15.2 | .385 | .810 | 3.2 | 1.4 | 8.2  |
| 1961  | Boston | 10  | 25.8 | .446 | .886 | 5.4 | 2.2 | 13.1 |
| 1962  | Boston | 14  | 36.0 | .444 | .700 | 7.1 | 3.1 | 20.6 |
| 1963  | Boston | 13  | 34.6 | .484 | .831 | 6.2 | 2.5 | 23.8 |
| 1964  | Boston | 10  | 35.6 | .506 | .735 | 4.7 | 2.3 | 23.2 |
| 1965  | Boston | 12  | 41.3 | .459 | .869 | 4.6 | 2.5 | 28.6 |
| 1966  | Boston | 17  | 35.4 | .449 | .838 | 5.1 | 3.1 | 24.8 |
| 1967  | Boston | 9   | 36.2 | .459 | .862 | 5.1 | 3.1 | 26.7 |
| 1968  | Boston | 19  | 36.1 | .441 | .786 | 3.4 | 2.6 | 20.5 |
| 1969  | Boston | 18  | 28.6 | .419 | .797 | 3.2 | 2.1 | 16.8 |
| Total | Total  | 154 | 30.2 | .447 | .811 | 4.7 | 2.3 | 18.9 |

## Vida personal
Jones estuvo casado con Gladys Chavis, hasta su muerte en 2018. Juntos, tuvieron cinco hijos.
Vivió durante muchos años en Silver Spring (Maryland), donde ejercía en ocasiones de profesor sustituto, en el sistema público de enseñanza del Condado de Montgomery. Luego se trasladó a St. Augustine (Florida), durante su jubilación.
El 30 de diciembre de 2021, fallece en un hospital de Boca Ratón (Florida) a los 88 años.

## Logros y reconocimientos

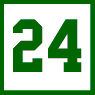
El número 24 de Jones fue retirado por Celtics.

- 10 títulos de NBA con los Celtics: 1959, 1960, 1961, 1962, 1963, 1964, 1965, 1966, 1968, 1969.
- 5 veces All Star.
- 3 veces elegido en el segundo mejor quinteto de la NBA.
- Elegido uno de los 50 mejores jugadores de la historia de la NBA en 1996.
- Miembro del Basketball Hall of Fame desde 1984.
- Número 24 retirado por los Boston Celtics en 1969.
- Elegido en el Equipo del 75 aniversario de la NBA en 2021.